# Sam Lufkin
Samuel William Lufkin (* 8. Mai 1891 in Salt Lake City, Utah; † 19. Februar 1952 in Hollywood, Kalifornien) war ein US-amerikanischer Schauspieler.

## Leben und Karriere
Samuel „Sam“ Lufkin gab im Jahre 1920 sein Filmdebüt in einer kleinen Nebenrolle in Hauntes Spooks. In den folgenden dreißig Jahren sollte er in fast 160 Filmen mitspielen, allerdings ohne jemals eine Hauptrolle zu ergattern. Er wurde regelmäßig von Hal Roach in dessen Komödien eingesetzt, oft in der Rolle des strengen Polizisten oder als genervter Kellner. 
Lufkin ist heute vor allem durch seine regelmäßigen Nebenrollen bei Laurel und Hardy bekannt. In einem Zeitraum von 13 Jahren drehte er 40 Filme mit dem Komikerduo und trat somit durchschnittlich in mehr als jedem dritten Film der beiden auf. Nach Charlie Hall war er der Nebendarsteller mit den meisten Laurel-und-Hardy-Auftritten, noch vor James Finlayson oder Mae Busch. In der Rolle eines grimmigen Polizisten traktiert Lufkin etwa das Komikerduo im oscarprämierten Kurzfilm Der zermürbende Klaviertransport mit Knüppelschlägen. Laurel und Hardy wiederum zerstören Lufkins Haus in Das unfertige Fertighaus und stechen ihm in Double Whopee ins Auge. Auch in den späteren Langfilmen des Komikerduos trat Lufkin auf, allerdings waren seine Rollen hier zumeist sehr klein und unbedeutend.
Nach dem Ende der Hal-Roach-Filme in den 1940er-Jahren übernahm Lufkin zahlreiche kleinere Nebenrollen in Hollywoodfilmen wie Schwester Kenny und Born to Be Bad. Er arbeitete fast bis zu seinem Tod als Schauspieler. Sam Lufkin verstarb 1952 im Alter von 60 Jahren an Urämie. Er liegt wie Oliver Hardy im Valhalla Memorial Park Cemetery in North Hollywood begraben.

## Filmografie (Auswahl)
- 1920: Haunted Spooks
- 1923: Ausgerechnet Wolkenkratzer! (Safety Last!)
- 1923: Lieber krank als sorgenfrei (Why Worry?)
- 1925: Bad Boy
- 1926: Thundering Fleas
- 1927: Sugar Daddies
- 1927: Hut ab! (Hats Off!)
- 1927: Hosen für Philip (Putting Paints on Philip)
- 1927: The Battle of the Century
- 1928: Nur mit Lachgas (Leave 'Em Laughing)
- 1928: Das unfertige Fertighaus (The Finishing Touch)
- 1928: Von der Suppe zum Dessert (From Soup to Nuts)
- 1928: Straßenjagd mit Speedy (Speedy)
- 1928: You’re Darn Tootin’
- 1928: Their Purple Moment
- 1928: Should Married Men Go Home?
- 1928: Zwei Matrosen (Two Tars)
- 1929: Die Sache mit der Hose (Liberty)
- 1929: Wrong Again
- 1929: Das ist meine Frau (That's my Wife)
- 1929: Der Prinz im Fahrstuhlschacht (Double Whoopee)
- 1929: They Go Boom
- 1929: Bacon Grabbers
- 1929: The Hoose-Gow
- 1931: Indiscreet
- 1931: Hinter Schloss und Riegel (Pardon Us)
- 1931: In der Wüste (Beau Hunks)
- 1932: Gehen vor Anker (Any Old Port!)
- 1932: Der zermürbende Klaviertransport (The Music Box)
- 1932: Im Krankenhaus (County Hospital)
- 1932: Gelächter in der Nacht (Scram!)
- 1933: Die Wüstensöhne (Sons of the Desert)
- 1934: Sechs von einer Sorte (Six of a Kind)
- 1934: Going Bye Bye
- 1934: Jene fernen Berge (Them Thar Hills)
- 1934: The Live Ghost
- 1934: Rache ist süß (Babes in Toyland)
- 1935: Ein Butler in Amerika (Ruggles of Red Gap)
- 1935: She Gets Her Man
- 1935: Wir sind vom schottischen Infanterie-Regiment (Bonnie Scotland)
- 1936: Das Mädel aus dem Böhmerwald (The Bohemian Girl)
- 1936: Die Doppelgänger (Our Relations)
- 1937: Zwei ritten nach Texas (Way Out West)
- 1937: Pick a star
- 1938: Als Salontiroler (Swiss Miss)
- 1938: Die Klotzköpfe (Block-Heads)
- 1938: The Spider’s Web
- 1939: Zenobia, der Jahrmarktselefant (Zenobia)
- 1939: In der Fremdenlegion (The Flying Deuces)
- 1940: In Oxford (A Chump at Oxford)
- 1940: Auf hoher See (Saps at Sea)
- 1943: Batman und Robin (Batman)
- 1943: Government Girl
- 1944: Sensationen für Millionen (Sensations of 1945)
- 1946: Morgen und alle Tage (From This Day Forward)
- 1946: Schwester Kenny (Sister Kenny)
- 1947: Die Todesreiter von Kansas (Trail Street)
- 1947: Born to Kill
- 1947: Tycoon
- 1948: Die bronzene Göttin (The Velvet Touch)
- 1948: Der Rächer der Todesschlucht (Albuquerque)
- 1949: Canadian Pacific
- 1950: Seine Frau hilft Geld verdienen (The Fuller Brush Girl)
- 1950: Born to Be Bad
- 1951: Law of the Badlands